# 1995年の宝塚歌劇公演一覧
本項目では、1995年の宝塚歌劇公演一覧（1995ねんのたからづかかげきこうえんいちらん）について示す。
同年1月17日に発生した阪神・淡路大震災の影響により、宝塚大劇場も被災したため大劇場での月組公演中止を余儀なくされた。

## 宝塚大劇場公演
（）内は、作者または演出者名。参考資料は90年史（2月17日 - 3月27日の月組を除く）。

### 花組
- 1月1日 - 2月13日　※阪神・淡路大震災の為、1月16日で中止
  - 『哀しみのコルドバ』（柴田侑宏）
  - 『メガ・ヴィジョン』（三木章雄）

### 月組
- 2月17日 - 3月27日[2]　※震災の為、公演中止
  - 『ハードボイルド・エッグ』
  - 『EXOTICA!』

### 星組
- 3月31日 - 5月8日
  - 『国境のない地図』（植田紳爾、谷正純　演出）

### 雪組
- 5月12日 - 6月26日
  - 『JFK』（小池修一郎）
  - 『バロック千一夜』（草野旦）

### 花組
- 6月30日 - 8月7日
  - 『エデンの東』（谷正純　脚本・演出）
  - 『ダンディズム!』（岡田敬二）

### 月組
- 8月11日 - 9月25日
  - 『ME AND MY GIRL』（小原弘稔・三木章雄　脚色・演出）

### 星組
- 9月29日 - 11月6日
  - 『剣と恋と虹と』（太田哲則　脚本・演出）
  - 『ジュビレーション!』（石田昌也）

### 雪組
- 11月10日 - 12月18日
  - 『あかねさす紫の花』（柴田侑宏）
  - 『マ・ベル・エトワール』（村上信夫）

## 東京宝塚劇場公演
（）内は、作者または演出者名。参考資料は90年史。

### 雪組
- 3月3日 - 3月30日
  - 『雪之丞変化』（柴田侑宏　脚本・演出、尾上菊五郎　演出）
  - 『サジタリウス』（中村暁）

### 花組
- 4月3日 - 4月29日　
  - 『哀しみのコルドバ』（柴田侑宏）
  - 『メガ・ヴィジョン』（三木章雄）

### 月組
- 6月2日 - 6月28日
  - 『ハードボイルド・エッグ』（正塚晴彦）
  - 『EXOTICA!』（三木章雄）

### 星組
- 7月2日 - 7月29日
  - 『国境のない地図』（植田紳爾、谷正純　演出）

### 雪組
- 8月2日 - 8月29日
  - 『JFK』（小池修一郎）
  - 『バロック千一夜』（草野旦）

### 花組
- 11月3日 - 11月27日
  - 『エデンの東』（谷正純　脚本・演出）
  - 『ダンディズム!』（岡田敬二）

### 月組
- 12月1日 - 12月26日
  - 『ME AND MY GIRL』（小原弘稔・三木章雄　脚色・演出）

## 宝塚バウホール公演
（）内は、作者または演出者名。参考資料は90年史。

### 月組
- 1月2日 - 1月5日
  - 『ローン・ウルフ』（小池修一郎）

### 雪組
- 1月14日 - 1月16日
  - 『グッバイ・メリーゴーランド』（岡田敬二　潤色・演出）

### 花組
- 2月28日 - 3月5日
  - 『LAST DANCE』（正塚晴彦）

### 月組
- 3月12日 - 3月25日
  - 『Beautiful Tomorrow!』（三木章雄）

- 4月22日 - 5月6日
  - 『結末のかなた』（木村信司　脚本・演出）

### 星組
- 5月29日 - 6月11日 
  - 『殉情』（石田昌也　脚本・演出）

### 花組
- 9月2日 - 9月17日
  - 『チャンピオン!』（小池修一郎）

### 雪組
- 9月23日 - 10月3日
  - 『大上海』（中村一徳）

### 月組
- 10月14日 - 10月29日
  - 『ある日どこかで』（中村暁　脚本・演出）

## その他の日本公演
（）内は、作者または演出者名。参考資料は90年史。

### 月組
- 1月2日 - 1月8日　大阪・シアター・ドラマシティ
  - 『LE MISTRAL』（谷正純）

### 雪組
- 1月12日 - 1月14日　大阪・シアタードラマシティ
  - 『アリア 夢唄』（草野旦）

### 星組
- 2月2日 - 2月15日　中日劇場
  - 『若き日の唄は忘れじ』（大関弘政　脚本・演出）
  - 『ジャンプ・オリエント!』（村上信夫）

### 雪組・特別
- 2月3日 - 2月12日　東京・日本青年館
  - 『グッバイ・メリーゴーランド』（岡田敬二　潤色・演出）

### 花組・特別
- 3月9日 - 3月12日　東京・日本青年館
  - 『LAST DANCE』（正塚晴彦）

- 3月18日 - 3月27日　劇場飛天
  - 『哀しみのコルドバ』（柴田侑宏）
  - 『メガ・ヴィジョン』（三木章雄）

### 月組
- 4月13日 - 5月5日　広島、仙台、相模大野、市川、浜松、別府、宗像
  - 『エールの残照』（谷正純）
  - 『TAKARAZUKA・オーレ!』（植田紳爾）

### 星組・特別
- 5月28日 - 6月4日　東京・日本青年館
  - 『燃える愛の翼』（村上信夫）

- 6月8日 - 6月11日　愛知厚生年金会館
  - 『燃える愛の翼』（村上信夫）

### 花組
- 9月16日 - 10月8日　市川、川口、仙台、韮崎、静岡、広島、鹿児島、小倉
  - 『紅はこべ』（柴田侑宏　脚本・演出）
  - 『メガ・ヴィジョン』（三木章雄）

### 雪組
- 9月17日 - 9月19日　大阪・シアタードラマシティ
  - 『グッバイ・メリーゴーランド』（岡田敬二　潤色・演出）

### 花組・特別
- 9月22日 - 9月28日　東京・日本青年館
  - 『チャンピオン!』（小池修一郎）

### 雪組・特別
- 9月24日 - 9月26日　愛知厚生年金会館
  - 『アリア　夢唄』（草野旦）

### 月組・特別
- 10月14日 - 10月23日　東京・日本青年館
  - 『ローン・ウルフ』（小池修一郎）

- 10月27日 - 10月29日　愛知厚生年金会館
  - 『ローン・ウルフ』（小池修一郎）

- 11月2日 - 11月9日　東京・日本青年館
  - 『ある日どこかで』（中村暁　脚本・演出）

### 星組
- 12月16日 - 12月20日　大阪・シアタードラマシティ
  - 『Action!』（三木章雄）

## 催し物
参考資料は90年史。

### 安寿ミラ　宝塚大劇場さよならショー
- 5月4日 - 5月5日　宝塚大劇場
- 構成・演出：三木章雄

### 花組
- 6月16日　宝塚大劇場
  - 『エデンの東』『ダンディズム!』前夜祭（構成・演出：岡田敬二・谷正純）

### '95TCAスペシャル
- 9月8日 - 9月9日　宝塚大劇場
  - 『マニフィーク　タカラヅカ』（構成・演出：酒井澄夫・三木章雄・村上信夫）

### 第36回宝塚舞踊会
- 10月6日　宝塚大劇場
- 指導：藤間勘寿郎・藤間勘二郎
- 構成・演出：植田紳爾

### 宝塚狂言の会
- 11月11日 - 11月12日　宝塚バウホール
  - 『茂山忠三郎レッスン発表会』（指導：茂山忠三郎）